# Chiesa dei Santi Faustino e Giovita (Darfo Boario Terme)
La chiesa dei Santi Faustino e Giovita  è un luogo di culto cattolico di Darfo, capoluogo del comune di Darfo Boario Terme, in provincia e diocesi di Brescia ed è inserita nella zona pastorale della Bassa Val Camonica

## Storia
Una chiesa dedicata ai santi Faustino e Giovita è documentata a Darfo a partire dal XIII secolo. Il territorio bresciano aveva già dal IV  secolo una forte devozione ai due santi che, scampati dal martirio in mare, giunsero a Brescia dove furono catturati e decapitati il 15 febbraio 146, per questo molte sono le chiese dedicate ai due santi in provincia di Brescia, e quella di Darfo è tra le più importanti. Una prima ricostruzione del XV secolo ha lasciato poche testimonianze, se non la data del 1433 posta sull'architrave del portale dell'ingresso principale. 
La chiesa risulta avere ottenuto l'autonomia nel XVI secolo, e subito ampliata. Documentata la presenza di un antico organo poi posto nella zona absidale nel Seicento. Nel 1572 la chiesa fu ultimata e la torre campanaria fu innalzata solo nel secolo successivo, completata nel 1654. Nel 1767 il presbiterio fu terminato con la posa del nuovo altare maggiore e pochi anni dopo fu ultimata la nuova facciata in stile neoclassico.
Il XIX secolo vide la chiesa oggetto di nuovi lavori di mantenimento con la posa del nuovo organo della ditta Serassi che fu restaurato nel 1958 dalla ditta Pedrini di Cremona. Nella seconda metà del Novecento fu posto il nuovo altare previsto dall'adeguamento liturgico. Con la costruzione della nuova chiesa dedicata alla Madonna, nel 1971 la chiesa perse la parrocchialità.

## Descrizione

### Esterno

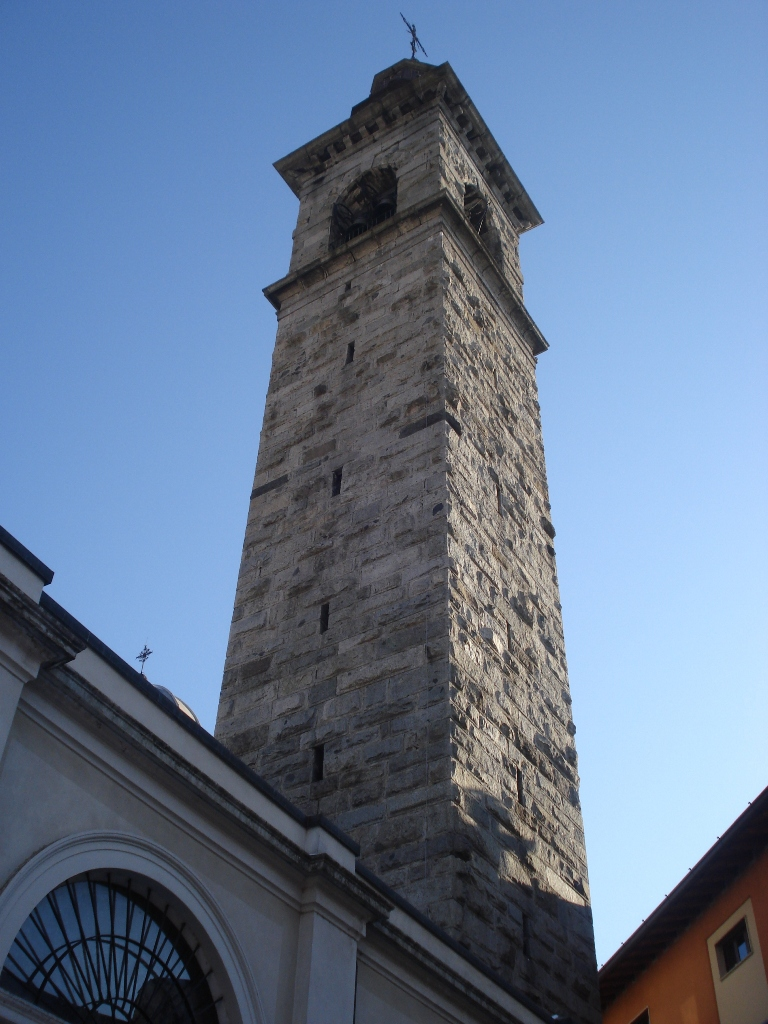
Campanile della chiesa dei Santi Faustino e Giovita (Foto Luca Giarelli)

L'edificio di culto, è anticipato da un breve sagrato e si trova nel centro della località di Darfo. Il fronte principale a un unico ordine, si presenta a capanna e tripartito da quattro lesene. Queste sono complete di alto basamento e reggono il timpano triangolare aggettante. Il portale d'accesso completo di contorno marmoreo è coronato da quattro sculture. Nella parte superiore vi è la finestra rettangolare atta a illuminare l'aula con contorno modanato.

### Interno
L'interno si sviluppa su tre navate separate da colonne poco lavorate, quella centrale di misura superiore- L'aula ha copertura voltata a vela e altari laterali. La sala conserva decorazioni e pitture a fresco eseguite tra il Settecento e l'Ottocento. 
La zona presbiteriale a cui si accede da due gradini è preceduta dall'arco trionfale. La parte ha copertura con lanterna centrale e è dotata di cantorie laterali. L'altare maggiore addossato al coro absidale completa la parte.